# Origine des termes féministe et féminisme
L'origine des termes féministe et féminisme se trouve en France, au XIXe siècle, et permet de qualifier les actions et les personnes luttant pour améliorer la condition des femmes. 
Les néologismes féminisme et féministe sont héritiers de discours réactionnaires envers les militantes pour les droits des femmes, qui les perçoivent comme des monstres menaçant l'ordre sexué qui créeraient une « confusion des sexes ». Ainsi, le mot féminisme est d'abord utilisé dans une publication médicale en 1871 pour désigner des hommes tuberculeux qui développent des traits féminins . S'inspirant de l'usage médical, le terme féministe est utilisé de manière péjorative par Alexandre Dumas (fils) en 1872 pour qualifier les hommes qui se rangent du côté des droits des femmes. Dans les deux cas, le féminisme désigne un manque de virilité et s'utilise pour qualifier des individus qui transgressent la distinction entre hommes et femmes.
Dix ans plus tard, le terme est repris par des militantes afin de retourner le stigmate. Le mot féministe est utilisé par la suffragiste Hubertine Auclert en 1882, dans le sens de la lutte pour améliorer la condition féminine. Le substantif et son adjectif entrent progressivement dans le vocabulaire, et leur usage commence à se généraliser dans le débat public à la fin du XIXe siècle.

## Naissance du néologisme
Les revendications et la lutte pour les droits des femmes remontent bien avant l'apparition des termes féminisme et féministe : Laurence Klejman situe l'émergence de ces idées à la Renaissance, et leur consolidation à la Révolution française. Ce courant ne dispose pas d'un texte fondateur, mais apparaît progressivement en Europe, aux États-Unis et en Australie, ce qui explique que « les actes ont précédé le mot ».
Le terme « féminisme » est souvent attribué au philosophe français Charles Fourier (1772-1837), dans une publication de 1808, de 1837 voire dans une publication posthume en 1841. Cependant, s'il se montre bien par ses écrits un défenseur de la liberté des femmes et de l'égalitarisme, le terme n’apparaît pas sous sa plume.

### Confusion des sexes et stigmate du monstre
Pendant la Révolution française, les femmes qui s'engagent contre l'oppression féminine et réclament davantage de droits (comme Olympe de Gouges en France, Etta Palm d’Aelders aux Provinces-Unies ou encore Mary Wollstonecraft en Grande-Bretagne) suscitent une très forte opposition. Perçues comme une menace à l'ordre sexué et la répartition sexuée des rôles sociaux, elles sont vues comme une menace et accusées de créer une « confusion des sexes ». On les nomme « viragos » (terme désignant une femme autoritaire et masculine) et on les décrit comme des « femmes-hommes » ou des « « êtres mi-hommes mi-femmes » ». Ce stigmate repose sur la figure du monstre et vise à disqualifier les militantes de cette période. Pour s'en défaire, certaines comme Olympe de Gouge tentent de retourner le stigmate en se le réappropriant. De Gouges déclare ainsi peu avant son exécution « Je suis un animal sans pareil, je ne suis ni homme, ni femme. J’ai tout le courage de l’un, et quelque fois les faiblesses de l’autre ».

### Usage médical du terme féminisme (1871)

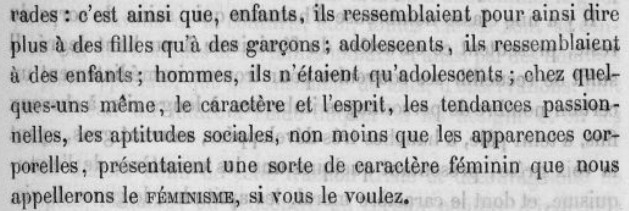
Définition du féminisme pour qualifier des hommes atteints de tuberculose et présentant des caractéristiques physiques jugées féminines (thèse de médecine, 1871). Il s'agit de la première occurrence du terme « féminisme ».

Durant le XIXe siècle, les médecins cherchent à naturaliser les inégalités entre les sexes en associant aux femmes le rôle de mère et d'épouse. Celles qui le refusent sont qualifiées de déviantes et reçoivent elles aussi le stigmate du monstre. Il en va de même pour des écrivaines. C'est dans ce contexte de peur de confusion des sexes qu'apparaît pour la première fois le terme féminisme, dans la thèse de médecine de Ferdinand-Valère Faneau de la Cour, Du féminisme et de l'infantilisme chez les tuberculeux, consacrée aux hommes atteints de tuberculose qui développent des traits corporels jugés féminins. Le mot féminisme sert ici à désigner une pathologie, un développement corporel et sexuel jugé incomplet.
Alexandre Dumas fils est le premier à utiliser le terme féministe dans L'Homme-femme en 1872, de manière péjorative : « Les féministes, passez-moi ce néologisme, disent [...] : Tout le mal vient de ce qu'on ne veut pas reconnaître que la femme est l'égale de l'homme, qu'il faut lui donner la même éducation et les mêmes droits qu'à l'homme. [...] Nous nous permettons de répondre aux féministes que ce qu'ils disent là n'a aucun sens »,. Dumas utilise le qualificatif « féministe » pour désigner les hommes qui se rangent du côté des femmes s'inspirant peut-être du sens médical de ce terme. L'historienne Caroline Fayolle écrit à ce propos que « par ce néologisme, [Alexandre Dumas] exprime son mépris envers ces hommes qui auraient perdu leurs attributs virils ». Bien que le mot ait changé de définition, il garde la trace du stigmate du monstrueux, d'une catégorie hybride d'homme-femme.
Avant 1870, le terme féminisme est très rare et sert à parler des caractéristiques propres aux femmes[Interprétation personnelle ?]. Ainsi, dans le Salon de 1861, il est dit « Une femme enfin, Mme Browne, a pénétré dans les harems, et nous en a rapporté de petits poèmes de grâce, d'afféterie, de féminisme qu'un homme n'eût jamais saisis ». On trouve aussi le mot avec ce sens dans un ouvrage de 1869 de Jean-Baptiste Fonssagrives qui indique « chaque sexe a, dès l'enfance son individualité bien tranchée (...) Voilà donc bien démontré, je l'espère, le féminisme physique de la petite fille ». En écrivant cela, Fonssagrives utilise le terme de féminisme physique pour montrer par des chiffres que la petite fille est sujette à des conditions physiques différentes du petit garçon, avant de traiter les autres caractères attribués au genre féminin comme l'âme et l'esprit déjà présents chez la petite fille.[source secondaire nécessaire]

## Redéfinition des termes féminisme et féministe

### Débuts (1872-1891)

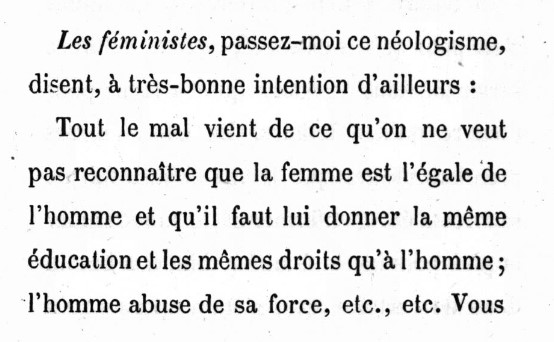
Première utilisation du terme féministe par Alexandre Dumas (fils) dans L'Homme-femme (1872). Le terme désigne alors les hommes qui défendent la cause des femmes, et est employé de manière péjorative.

Le 20 juillet 1872, Émile de Girardin, dans sa réponse dans La Liberté au livre de 180 pages de Dumas pour trancher une affaire d'adultère et de meurtre accepte d'être qualifié de féministe avec des hommes et penseurs tels que Gladstone[Qui ?], Jacob Bright, Stuart Mill, Stewart, Alexis de Tocqueville, Hippolyte Taine, Édouard Laboulaye, même si les idées sont antérieures. Émile de Girardin reconnait à Dumas l'invention de ce néologisme. Ainsi en octobre 1872, Dumas est affublé du terme féministe dans les colonnes de La Renaissance littéraire et artistique ou Le Rappel.
En 1881, on dit de la pièce de théâtre La Parisienne qu'elle est étincelante de féminisme, dans le sens qu'elle relève du féminin[Interprétation personnelle ?].

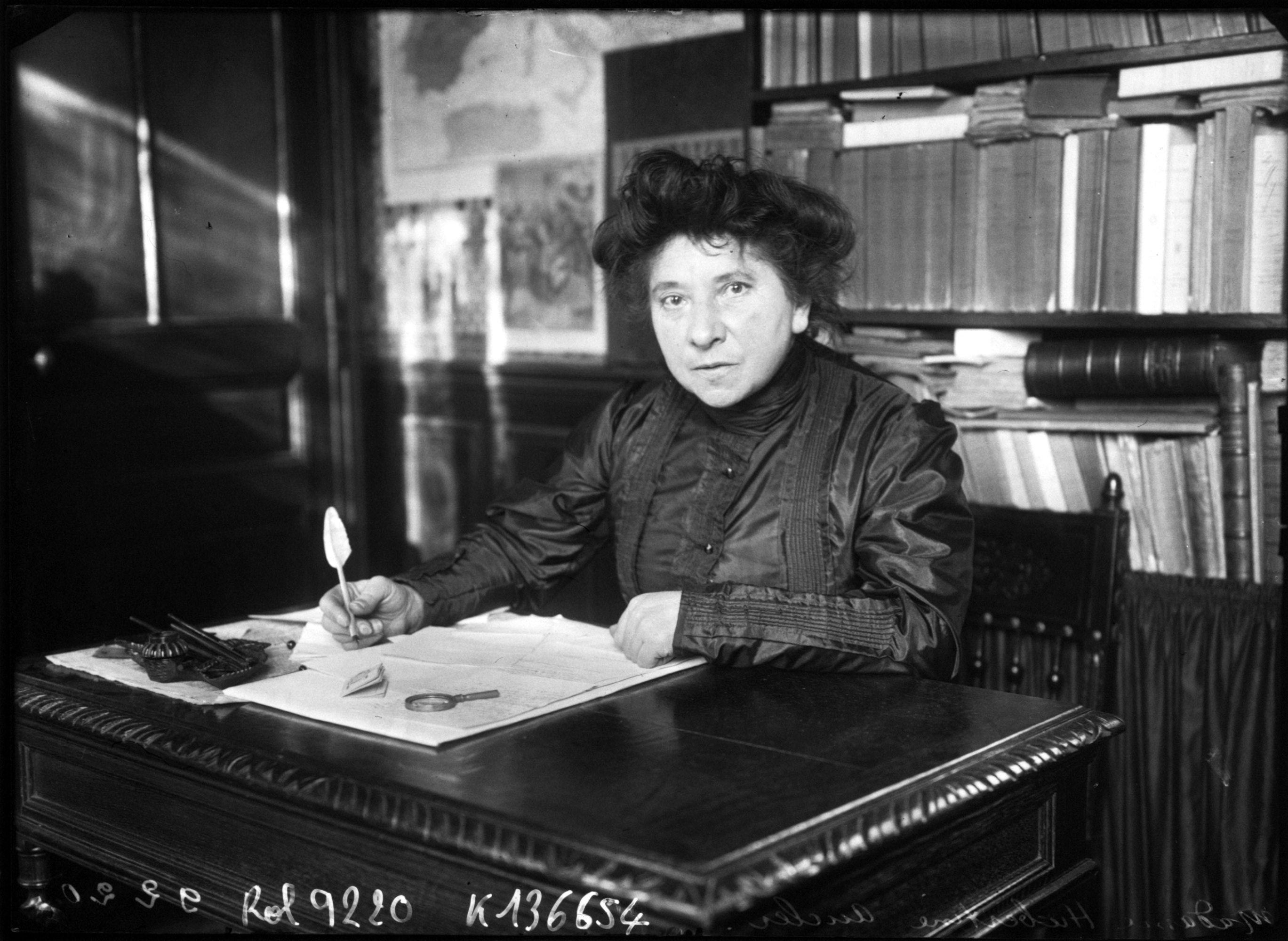
Hubertine Auclert (ici en 1910) est la première à utiliser le terme féministe dans le sens de défense de la cause des femmes, en 1882.

En 1882, sous la plume d'Hubertine Auclert, le terme féminisme est défini explicitement comme la lutte pour améliorer la condition féminine,. Le terme est popularisé par la presse à l'occasion d'un congrès « féministe » organisé à Paris en mai 1892 par Eugénie Potonié-Pierre. Pour autant, les mots féminisme et féministe ne sont pas beaucoup employés avant la fin du XIXe siècle : ainsi, la presse française parle jusqu'en 1891 du « mouvement féminin » pour qualifier le mouvement revendiquant plus de droits pour les femmes.

### Diffusion des termes (années 1890)
Dans les années 1890, les termes féminisme et féministe se diffusent peu à peu, tant dans la presse que dans les communications institutionnelles. Ainsi, le 20 décembre 1891, le journal Le Droit des femmes publie la charte de la « Fédération française des sociétés féministes », et en 1892 cette fédération organise un « congrès général des institutions féministes ». Karen Offen et Christine Fauré indiquent qu'à partir de cette période, les termes féminisme et féministe deviennent d'usage courant dans les pays européens francophones (France, Belgique, Suisse),.
À la même période, l'expression « le mouvement féministe » se répand. En 1895 est publié le premier numéro de la Revue féministe par Clotilde Dissard. Le terme féminisme connaît un accroissement de popularité après le deuxième Congrès féministe international de Paris de 1896.
En 1898, Alphonse Aulard publie un article sur le féminisme pendant la Révolution. La même année, le critique littéraire français René Doumic rédige une revue littéraire intitulé Le féminisme au temps de la Renaissance au sein de la Revue des deux Mondes. Il retrace l'histoire de la femme succinctement en faisant référence à des figures tels que Marguerite de Navarre ou bien Veronica Franco, et il dépeint un féminisme aristocratique ne dépassant pas la sphère de la cour.
En 1900, Léopold Lacour publie un essai intitulé Les origines du féminisme contemporain. Olympe de Gouges, Théroigne de Méricourt, Rose Lacombe. Le terme féminisme est entendu comme défense des droits des femmes par les femmes elles-mêmes.
Dans un ouvrage en deux volumes intitulé Le Féminisme français (1902),, Charles Turgeon distingue trois sortes de féminisme : le féminisme révolutionnaire ou de gauche, le féminisme catholique et le féminisme indépendant, dans lequel il inclut le féminisme protestant.

## Autres langues
À la suite de leur invention en France, les termes féminisme et féministes se répandent peu à peu dans les pays voisins.

### Anglais

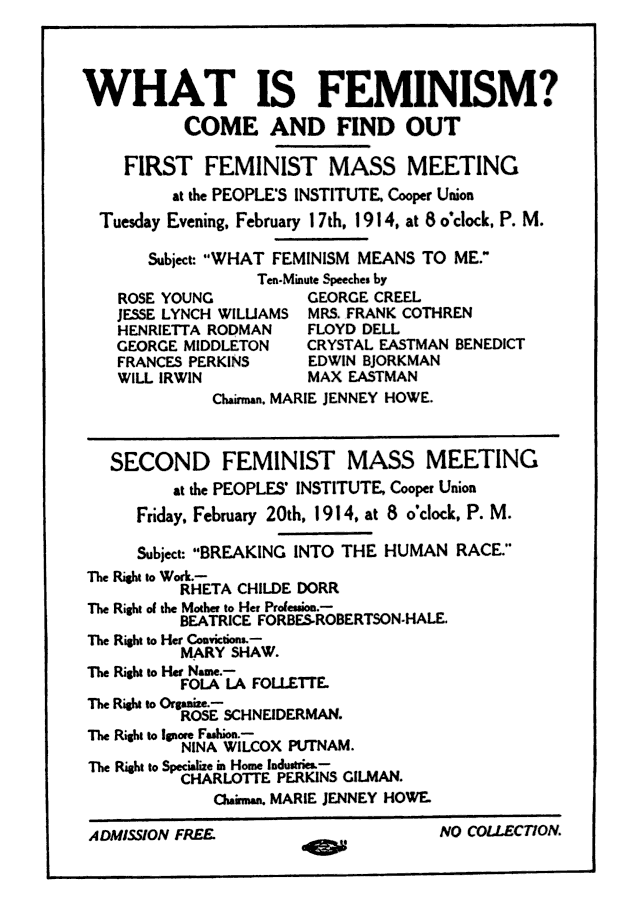
Tract américain de 1914.

Le terme feminist est documenté pour la première fois par l'Oxford English Dictionary dans une publication de 1894 en Grande-Bretagne.
Le terme[Lequel ?] apparaît aux Pays-Bas dans une lettre ouverte de Mina Kruseman à Dumas fils, et aux États-Unis en 1904,.
Dans les années 1910, aux États-Unis, le terme recouvre « deux idées dominantes », « l'émancipation de la femme tant comme être humain que comme être sexuel ».

### Italien
En Italie, le terme utilisé par les mouvements des droits des femmes est emancipazionismo (« émancipationnisme ») ; le terme femminilismo puis femminismo est adopté plus tardivement au début du XXe siècle.

### Sources secondaires
1. 1 2 3  Laurence Klejman, « Les Congrès féministes internationaux », Mil neuf cent. Revue d'histoire intellectuelle (Cahiers Georges Sorel), vol. 7, no 1,‎ 1989, p. 71–86 (DOI 10.3406/mcm.1989.979, lire en ligne, consulté le 6 août 2024)
2. 1 2 3 4 5 6 7 8 9 10  Karen Offen, « Sur l'origine des mots « féminisme » et « féministe » », Revue d’Histoire Moderne & Contemporaine, vol. 3, no 34,‎ 1987, p. 492-496 (DOI https://doi.org/10.3406/rhmc.1987.1421, lire en ligne)
3. ↑  Geneviève Fraisse, « Féminisme : appellation d’origine », Vacarme, nos 04 et 05,‎ 2 septembre 1997, p. 52 (lire en ligne).
4. 1 2 3 4  Caroline Fayolle, « Des corps « monstres ». Historique du stigmate féministe », GLAD!. Revue sur le langage, le genre, les sexualités, no 04,‎ 17 juin 2018 (ISSN 2551-0819, DOI 10.4000/glad.1034, lire en ligne, consulté le 6 août 2024)
5. ↑  Catherine de Coppet, « De la IIIe République à #MeToo : la fabrique du mot "féministe" », sur France Culture, 26 janvier 2018 (consulté le 6 août 2024)
6. ↑  Anne Chemin, « Le « féminisme », du vocabulaire médical au terme revendiqué », Le Monde,‎ 16 octobre 2020 (lire en ligne, consulté le 6 août 2024)
7. ↑  Françoise Lautman, Ni Eve ni Marie : luttes et incertitudes des héritières de la Bible, Labor et Fides, 1998, 350 p. (ISBN 978-2-8309-0882-4, lire en ligne), p. 212.
8. ↑  Isabelle Ernot, « Sociétés industrielles : un siècle de mutations », dans Geneviève Dermenjian, Irène Jami, Annie Rouquier et al., La place des femmes dans l'histoire : une histoire mixte, Paris, Éditions Belin, 2011 (ISBN 978-2-7011-5391-9).
9. ↑  Karen Offen, « Defining Feminism: A Comparative Historical Approach », Signs, vol. 14, no 1,‎ 1988, p. 126 (JSTOR 3174664).
10. ↑  Christine Fauré, « La naissance d’un anachronisme : « le féminisme pendant la Révolution française » », Annales historiques de la Révolution française, no 344,‎ 1er juin 2006, p. 193–195 (ISSN 0003-4436, DOI 10.4000/ahrf.6433, lire en ligne, consulté le 6 août 2024)
11. ↑  Florence Rochefort et Michelle Zancarini-Fournel, Ne nous libérez pas, on s'en charge : une histoire des féminismes de 1789 à nos jours, 2020 (ISBN 978-2-348-05561-4 et 2-348-05561-9, OCLC 1194945980, lire en ligne)
12. ↑  (en) Claire Goldberg Moses, « Debating the present, writing the past, feminism in French history and historiography », Radical history review, no 52,‎ 1992, p. 81 (DOI 10.1215/01636545-1992-52-79).
13. ↑  (nl) Maria Grever, Strijd tegen de stilte : Johanna Naber (1859-1941) en de vrouwenstem in Geschiedenis, Hilversum, Verloren, 1994, 427 p. (ISBN 90-6550-395-1, lire en ligne), p. 31.
14. ↑  « Histoire du féminisme », sur Encyclopedia Universalis
15. ↑  (en) Nancy F. Cott, The Grounding of Modern Feminism, Yale University Press, 1987 (lire en ligne), p. 49.
16. ↑  (it) Perry Willson, « Confusione terminologica: "femminismo" ed "emancipazionismo" nell’Italia liberale », Italia Contemporanea - Sezione Open Access, no 290,‎ 30 juillet 2019 (ISSN 2036-4555, lire en ligne, consulté le 6 août 2024)

### Sources primaires
1. ↑  Ferdinand-Valère Faneau de la Cour, Du féminisme et de l'infantilisme chez les tuberculeux (Thèse de médecine de Paris), Paris, 1871 (lire en ligne)
2. ↑  Alexandre Dumas fils, L'Homme-femme : réponse à Henri d'Ideville, Paris, Michel Levy frères, 1872 (présentation en ligne), p. 91.
3. ↑  « Revue du mois littéraire & artistique », sur Gallica, 1er novembre 1860 (consulté le 18 novembre 2023).
4. ↑  « L'éducation physique des jeunes filles, ou Avis aux mères sur l'art de diriger leur santé et leur développement », sur Gallica, 1869 (consulté le 18 novembre 2023).
5. ↑  « La Liberté », sur Gallica, 2 août 1872 (consulté le 18 novembre 2023).
6. ↑  « La Renaissance littéraire et artistique », sur Gallica, 26 octobre 1872 (consulté le 18 novembre 2023).
7. ↑  « Le Rappel - directeur gérant Albert Barbieux », sur Gallica, 10 octobre 1872 (consulté le 18 novembre 2023).
8. ↑  Théodore de Banville, Contes pour les femmes : scènes de la vie, 1881 (lire en ligne), p. 205
9. ↑  René Doumic, « REVUE LITTÉRAIRE: LE FÉMINISME AU TEMPS DE LA RENAISSANCE », Revue des Deux Mondes (1829-1971), vol. 149, no 4,‎ 1898, p. 921–932 (ISSN 0035-1962, lire en ligne, consulté le 29 mars 2023)
10. ↑  Charles Turgeon, Le Féminisme français : L'Émancipation politique et familiale de la femme, Larose, 1902 (lire en ligne).
11. ↑  Charles Turgeon, Le Féminisme français : L'Émancipation individuelle et sociale de la femme, Larose, 1902 (lire en ligne).
12. ↑  (en) Paul Elmer More et Corra Harris, The Jessica Letters : An Editor's Romance, New York, G. P. Putnam’s Sons, 1904 (lire en ligne), p. 63.